# Sandra Lévénez
Sandra Lévénez (* 5. Juli 1979 in Carhaix-Plouguer) ist eine französische Duathletin. Sie ist achtfache Duathlon-Staatsmeisterin (2007–2018), Weltmeisterin (2014) und vierfache Europameisterin (2011, 2015, 2017, 2018) auf der Duathlon-Kurzdistanz.

## Werdegang
Sandra Lévénez ist seit 2007 Mitglied des französischen Duathlon-Nationalteams (Fédération Française de Triathlon, kurz F.F.TRI.) und startet für den Verein Issy Triathlon. 2007 konnte sie erstmals die Duathlon-Staatsmeisterschaft für sich entscheiden.
2009 wurde sie in Concord (USA) Duathlon-Vize-Weltmeisterin und sie konnte diesen Erfolg 2010 und erneut 2013 wiederholen.
2011 wurde Sandra Lévénez in Irland Duathlon-Europameisterin. 2013 wurde sie zum fünften Mal Duathlon-Staatsmeisterin.

### Weltmeisterin Duathlon 2014
Im Mai 2014 wurde Lévénez in Spanien Duathlon-Weltmeisterin. Im April 2015 wurde sie nach 2011 erneut Duathlon-Europameisterin auf der Kurzdistanz.
2016 wurde sie im April Dritte bei der Duathlon-EM.
Im April 2017 wurde Sandra Lévénez in Spanien zum dritten Mal Duathlon-Europameisterin. Im April 2018 holte sie sich in Bondoufle den Titel der Duathlon-Staatsmeisterin zum bereits achten Mal, nachdem sie hier auch bereits dreimal Vize-Staatsmeisterin war. Im Oktober wurde sie in Spanien zum vierten Mal ETU-Europameisterin Duathlon.
Im April 2019 wurde die damals 39-Jährige in Spanien zum zweiten Mal Duathlon-Weltmeisterin.

### Radsportlerin
In den Jahren 2020 und 2021 startete Levenez für das französische Arkéa Pro Cycling Team bei verschiedenen Straßenradrennen. 2022 gehörte sie dem neu gegründeten, zehnköpfigen Frauen-Team des Radsportrennstalls Cofidis Female Team an.
Im Sommer 2022 startete die 43-Jährige bei der erstmals ausgetragenen Tour de France Femmes.

## Sportliche Erfolge
| Datum/Jahr    | Rang | Wettbewerb                                 | Austragungsort          | Zeit        | Bemerkung                                          |
| ------------- | ---- | ------------------------------------------ | ----------------------- | ----------- | -------------------------------------------------- |
| 30. Juni 2019 | 5    | ETU Sprint Duathlon European Championships | Târgu Mureș             | 01:00:38    |                                                    |
| 27. Apr. 2019 | 1    | ITU Duathlon World Championships           | Pontevedra              | 01:58:17    | ITU Duathlon-Weltmeisterin                         |
| 21. Okt. 2018 | 1    | ETU Duathlon European Championships        | Ibiza                   | 02:01:23    | Europameisterin Duathlon                           |
| 15. Apr. 2018 | 1    | FRA Duathlon National Championships        | Bondoufle               |             | Duathlon-Staatsmeisterin                           |
| 29. Apr. 2017 | 1    | ETU Duathlon European Championships        | Soria                   | 02:00:58    | zum dritten Mal Europameisterin Duathlon           |
| 9. Apr. 2017  | 1    | Duathlon de Parthenay                      | Parthenay               | 01:00:15,90 | 5 km Laufen, 20 km Radfahren und 5 km Laufen       |
| 25. März 2017 | 2    | FRA Duathlon National Championships        | Paillencourt            |             | Duathlon-Vize-Staatsmeisterin                      |
| 17. Apr. 2016 | 3    | ETU Duathlon European Championships        | Kalkar                  | 01:59:42    | Duathlon-Europameisterschaft                       |
| 13. Sep. 2015 | 1    | FRA Duathlon National Championships        | Gray                    | 01:03:08    | Duathlon-Staatsmeisterin                           |
| 25. Apr. 2015 | 1    | ETU Duathlon European Championships        | Alcobendas              | 02:03:02    |                                                    |
| 24. Aug. 2014 | 3    | ETU Duathlon European Championships        | Weyer                   | 02:11:00    | Duathlon-Europameisterschaft beim Powerman Austria |
| 31. Mai 2014  | 1    | ITU Duathlon World Championships           | Pontevedra              | 02:04:07    | ITU Duathlon-Weltmeisterin                         |
| 2014          | 1    | FRA Duathlon National Championships        | Fourmies                |             | Duathlon-Staatsmeisterschaft                       |
| 27. Juli 2013 | 2    | ITU Duathlon World Championships           | Cali                    | 01:58:59    | ITU Duathlon-Vize-Weltmeisterin (Kurzstrecke)      |
| 2013          | 1    | FRA Duathlon National Championships        | Fourmies                |             | Duathlon-Staatsmeisterschaft                       |
| 22. Sep. 2012 | 3    | ITU Duathlon World Championships           | Nancy                   | 01:54:20    |                                                    |
| 2012          | 1    | FRA Duathlon National Championships        | Parthenay               |             | Duathlon-Staatsmeisterschaft                       |
| 24. Sep. 2011 | 3    | ITU Duathlon World Championships           | Gijón                   | 02:02:54    |                                                    |
| 2011          | 1    | ETU Duathlon European Championships        | Limerick                | 01:53:02    |                                                    |
| 2011          | 1    | FRA Duathlon National Championships        | Châteauroux             |             | Duathlon-Staatsmeisterschaft                       |
| 3. Sep. 2010  | 2    | ITU Duathlon World Championships           | Edinburgh               | 02:03:05    | ITU Duathlon-Vize-Weltmeisterin (Kurzstrecke)      |
| 2010          | 1    | FRA Duathlon National Championships        | Lac des Vieilles Forges |             | Duathlon-Staatsmeisterschaft                       |
| 2009          | 2    | ITU Duathlon World Championships           | Concord                 | 02:08:22    | ITU Duathlon-Vize-Weltmeisterin (Kurzstrecke)      |
| 2007          | 1    | FRA Duathlon National Championships        | Avion                   |             | Duathlon-Staatsmeisterschaft                       |

(DNF – Did not finish; DSQ – Disqualifiziert)